# Skaberaksjakal
Skaberaksjakalen (Canis mesomelas) er et dyr i hundefamilien. Det er den ene af i alt tre arter af sjakaler i verden. Den når en længde på 45-90 cm med en hale på 26-40 cm og vejer 6-12 kg. Dyret lever i det østlige Afrika og i Sydafrika.